# Volodymyr Lisovets
Volodymyr Volodymyrovytj Lisovets (ukrainska: Володимир Володимирович Лісовець), född 30 maj 2004, är en ukrainsk simmare.

## Karriär
Vid EM 2024 i Belgrad var Lisovets en del av Ukrainas lag som tog brons på 4×100 meter medley.